# Jean-Marie Richier
 (mars 2019).
Si vous disposez d'ouvrages ou d'articles de référence ou si vous connaissez des sites web de qualité traitant du thème abordé ici, merci de compléter l'article en donnant les références utiles à sa vérifiabilité et en les liant à la section « Notes et références ».
Jean-Marie Richier est un acteur français né le 15 août 1937 au  
Le Tholonet dans les Bouches-du-Rhône. Son activité de comédien se répartit entre le théâtre, la télévision et le cinéma.

## Biographie
Formé à la Comédie de Provence de 1955 à 1959, Jean-Marie Richier y est engagé en 1960, puis entre successivement à la Comédie des Alpes, à la Comédie de Saint Étienne, aux Tréteaux du Midi et à la préfiguration de la Maison de culture de Nantes.
Installé à Paris à partir de 1962, et après avoir remporté le concours de jeunes compagnies, il  participe au mouvement du Théâtre Populaire, à Nanterre, Saint Denis, puis au Théâtre National Populaire.
Il fait également quelques incursions au Théâtre de Paris, au Théâtre La Bruyère, au Carré Silvia Monfort, au palais des Sports de Paris, et en tournée internationale avec « Les Fourberies de Scapin ».
En 1990, il crée sa compagnie, « Théâtre à suivre » avec un groupe de jeunes acteurs issus de ses ateliers-théâtre et met en scène Molière et Maupassant.
Puis en 1993, il se tourne vers la formation en entreprise en co-fondant « Quilotoa-formation ». Dès lors cette activité le tient éloigné du Théâtre. Il conçoit pour Quilotoa une pédagogie active issue des techniques théâtrales, où il forme au métier de comédien-formateur une équipe de vingt personnes.
Il quitte la vie active en 2015.

## Filmographie

### Cinéma

#### Longs métrages
- 1968 : La Grande Lessive (!) : Le livreur (en tant que Jean-Marie Richiez)
- 1971 : L'Albatros : Poirier - un motard (en tant que Jean-Marie Richiez)
- 1974 : Juliette et Juliette
- 1975 : La Traque : Un employé de la SNCF
- 1978 : Attention, les enfants regardent
- 1978 : Haro !
- 1981 : Les Filles de Grenoble : Broccoli
- 1986 : L'Intruse : Fourisson
- 1989 : Christian (Gabriel Axel)
- 1994 : Jeanne la Pucelle I - Les batailles (Jacques Rivette) : Durand Laxart

#### Courts métrages
- 1987 : Thérèse II la mission

### Télévision

#### Séries télévisées
- 1967 : En votre âme et conscience, épisode : L'Affaire Daurios ou le Vent du Sud de  Guy Lessertisseur
- 1969 : En votre âme et conscience : Jean Reynaud
- 1971 : François Gaillard : Gerzat
- 1971 : Tang
- 1972 : Les Misérables : Un ouvrier du cabaret
- 1973 : La Ligne de démarcation - épisode 8 : Claude (série télévisée) : Claude
- 1973 : Les Nouvelles Aventures de Vidocq, épisode "La Bande à Vidocq" de Marcel Bluwal
- 1976 : Nans le berger
- 1978 : Derniers Témoins : Ange Simon
- 1978 : Madame le juge de Philippe Condroyer, épisode "Le Feu" : Le cafetier
- 1978 : Messieurs les jurés : L'Affaire Servoz d'André Michel
- 1979 : Histoires insolites
- 1980 : La Fin du Marquisat d'Aurel : Le rempailleur
- 1981 : Le Mythomane : Gino
- 1981 : Pause-café
- 1981 : Sans famille : Carlin
- 1982 : Commissaire Moulin : Fellouze
- 1982 : Les Cinq Dernières Minutes : Marcel Goujon
- 1985 : Les Colonnes du ciel : Barberat
- 1988 : Cinéma 16 : Manoukian
- 1990 : Tribunal : Me Pages
- 1992 : Drôles d'histoires : Lui
- 1993 : A Year in Provence : Serge Coulon

#### Téléfilms
- 1965 : Sancho Panza dans son île : Le laboureur
- 1966 : Le dernier adieu d'Armstrong
- 1966 : En votre âme et conscience - L'auberge de Peyrebelle
- 1967 : La Cigale : L'architecte
- 1967 : La Marseillaise de Rude
- 1973 : Freya des sept îles : Le marin
- 1974 : Sultan à vendre : Le tavernier
- 1977 : La Mer promise : Frelon
- 1983 : La Vitesse du vent : Mignot
- 1989 : Bouvard et Pecuchet : Le cocher
- 1990 : L'Ami Giono: Onorato : Antonin
- 1990 : Stirn et Stern : L'Inspecteur

## Théâtre
1960/1961 : La mégère apprivoisée -  Shakespeare R. Lafforgue
L'avare - Molière - R.Lafforgue
La Valise - Plaute - R.Lafforgue
1962/1963 : Le mariage - Gombrovicz - G.Lavelli
Hamlet - Shakespeare - M.Lebesque
La demande en mariage - Tchekov - R.Lesage
1964/1965 : Les fourberies de Scapin - Molière - E.Tamiz
Sire Halewyn - Ghelderode - P.Debauche
Turcaret - Lesage - A.Steiger
Un jour mémorable pour le savant Mr.Wu - Brecht - A.Steiger
1966/1967 : Un ennemi du peuple - Ibsen - P.Valde
Hop Là ! Nous vivons - Toller - J.Valverde
Maison de poupée - Ibsen - O.Katian
La fausse suivante - Marivaux - S.Peyrat
1968/1969 : Le Diable et le Bon Dieu - Sartre - G.Wilson
Guerre et Paix au café Sneffle - R.Forlani - G.Vitali
Noces de sang : F.G.Llorca - R. Rouleau
1970/1971 : Happy End D.Lane - J.Valverde
Arturo Ui - Brecht - G.Vitaly
1972/1973 : La fleur à la bouche - Pirandello - R.Coggio
Série Blême - Vian - G.Vitaly/D.Paturel
1974/1975 : Georges Dandin - Molière - E.Kruger
Les Voraces - Bon-Burnier-Kouchner - P. Peyrou
Spectacle Cami - P.Cami - J.P.Cisife
1976/1977 ; La chasse présidentielle - G.Kergourlay - J.Echantillon
On ne Badine pas avec l'amour - Musset - G.Lauzin
Quat Quat - Audiberti - G.Vitaly
Les dernières clientes - Navarre - L.Thierry
1978/1979 : Tueur sans gage - Ionesco - Y.Fabrice
La fourmi dans le corps - Audiberti - G.Lauzin
1980/1981 : Vu du pont - A.Miller - R. Vallone
Attention Copy Right - J.C. Monteils
1985/1986 : La fête noire - Audiberti - G.Vitaly
La tour de Nesle - A.Dumas - C.Santelli
1987/1988 : Lily et Lily - Barillet et Gredy - P.Mondy
L'affaire du courrier de Lyon - A.Decaux - R.Hossein
1988/1989 : Théodore - Corneille - S.Monfort
La mère coupable - Beaumarchais